# Zbigniew Jaskowski
Zbigniew Stanisław Jaskowski (ur. 15 marca 1929 w Krakowie, zm. 7 czerwca 2006 tamże) – polski piłkarz, napastnik. Olimpijczyk z Helsinek.

## Życiorys
Całą karierę spędził w Wiśle Kraków. W 1949 i 1950 zdobywał tytuł mistrza Polski, w 1951 znajdował się wśród zwycięzców ligi. W reprezentacji Polski zagrał tylko raz – 18 maja 1952 Polska przegrała 0:1 z Bułgarią w meczu towarzyskim. Dwa miesiące znalazł się w kadrze na igrzyska olimpijskie, jednak w turnieju nie zagrał.
Równolegle z karierą piłkarską ukończył studia na ASP na wydziale konserwacji. Pracował w tym zawodzie, ale był także malarzem i grafikiem, brał udział w licznych wystawach w kraju i za granicą.
Został pochowany na Cmentarzu Salwatorskim (sektor SC8-1-2).

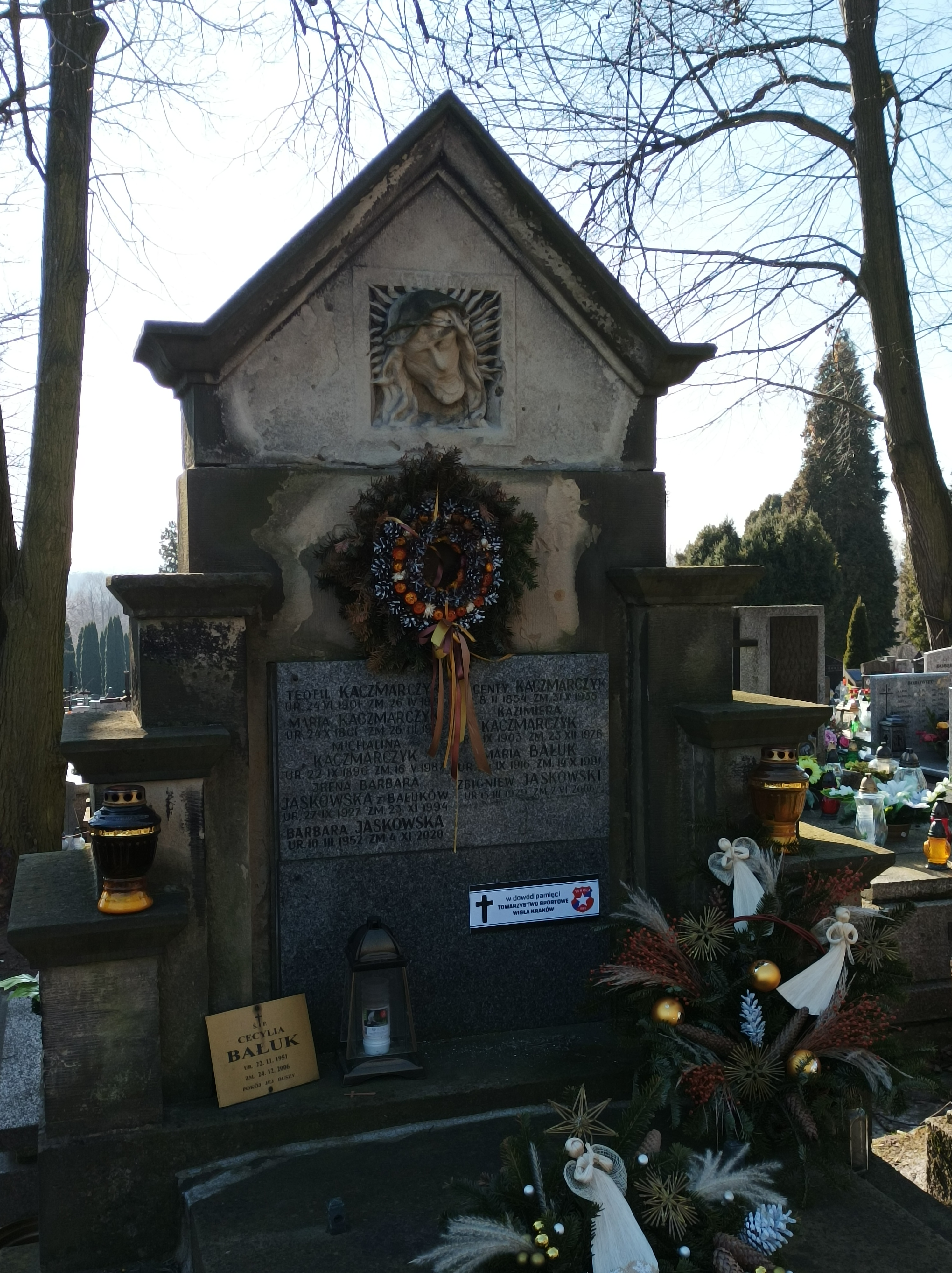
Grób Zbigniewa Jaskowskiego na cmentarzu Salwatorskim